# La Celle-sur-Nièvre
La Celle-sur-Nièvre è un comune francese di 174 abitanti situato nel dipartimento della Nièvre nella regione della Borgogna-Franca Contea.

## Società

### Evoluzione demografica
Abitanti censiti